# Кёрнер, Юрген (физик)
Юрген Кёрнер (нем. Jürgen Körner), полное имя Юрген Ганс Гарлеф Кёрнер (нем. Jürgen Hans Garlef Körner; 9 апреля 1939, Британский Гонконг — 16 июля 2021, Майнц, Рейнланд-Пфальц, Германия), — немецкий физик, работавший в области теоретической физики элементарных частиц, профессор Майнцского университета.

## Биография
Юрген Кёрнер родился 9 апреля 1939 года в Гонконге, он был четвёртым ребёнком в семье немецкого коммерсанта. Там же проходило его раннее детство. В Германию — в Гамбург — он вернулся вместе с семьёй в 1949 году, когда ему было десять лет.
Кёрнер учился в гимназии в Бланкенезе, а после её окончания изучал физику в Берлинском техническом университете и Гамбургском университете. Затем отправился в США, где работал в Северо-Западном университете (англ. Northwestern University), расположенном в Эванстоне (пригород Чикаго, штат Иллинойс). Там в 1966 году он получил докторскую степень (Ph.D.), его научным руководителем был Ричард Каппс (Richard H. Capps).
После этого Кёрнер занимался научной работой в Имперском колледже (Лондон), Колумбийском университете (Нью-Йорк), Гейдельбергском университете и исследовательском центре DESY (Гамбург). В 1976 году в Гамбургском университете он получил степень хабилитированного доктора.
В 1982 году Кёрнер получил должность профессора в Майнцском университете, где оставался до выхода на пенсию в 2004 году. Он работал в группе теоретической физики элементарных частиц. Кёрнер участвовал в ряде международных проектов — в частности, активно сотрудничал с коллегами из Лаборатории теоретической физики Объединённого института ядерных исследований (Дубна, Россия). Он был одним из организаторов международной серии конференций «Физика тяжёлых кварков», проходивших в Дубне (1993—2019), а также в немецких городах Бад-Хоннеф (1994) и Росток (1997).
Юрген Кёрнер скончался 16 июля 2021 года в Майнце.

## Научные результаты
Юрген Кёрнер является автором или соавтором около 250 журнальных статей по физике, большинство которых опубликовано в ведущих научных журналах. Согласно базе данных INSPIRE-HEP, в совокупности эти работы имеют более одиннадцати тысяч цитирований, значение индекса Хирша превышает 60. 
Основные научные результаты Кёрнера связаны с феноменологией элементарных частиц, физикой тяжёлых кварков, спиновыми эффектами, радиационными поправками к процессам взаимодействия частиц, а также эксклюзивными адронными распадами. В частности, изучая влияние массовых и спиновых эффектов на различные процессы в стандартной модели, он развил спиральный формализм, позволяющий описывать угловые распределения в эксклюзивных адронных распадах. Помимо этого, Кёрнер внёс большой вклад в развитие эффективной теории тяжёлых кварков (HQET) и её применение для описания эксклюзивных адронных распадов. Он также является одним из авторов теоремы Кёрнера — Пати — Ву (англ. Körner-Pati-Woo theorem, KPW), определяющей правила отбора для барионных переходов. 

## Некоторые публикации
- J. G. Körner. Octet behaviour of single-particle matrix elements <B′∣HW∣B> and <M'|HW|M> using a weak current-current quark Hamiltonian, Nuclear Physics, 1971, v. B25, p. 282—290, doi:10.1016/0550-3213(71)90538-4
- J. G. Körner, G. A. Schuler. Exclusive semileptonic decays of bottom mesons in the spectator quark model, Zeitschrift für Physik, 1988, v. C38, p. 511—518, doi:10.1007/BF01584403
- J. G. Körner, G. A. Schuler. Exclusive semileptonic heavy meson decays including lepton mass effects, Zeitschrift für Physik, 1990, v. C46, p. 93—109, doi:10.1007/BF02440838
- J. G. Körner, G. Thompson. The heavy mass limit in field theory and the heavy quark effective theory, Physics Letters, 1991, v. B264, No. 1—2, p. 185—192, doi:10.1016/0370-2693(91)90725-6
- J. G. Körner, D. Kreimer, K. Schilcher. A practicable {\displaystyle \gamma _{5}}-scheme in dimensional regularization, Zeitschrift für Physik, 1992, v. C54, p. 503—512, doi:10.1007/BF01559471
- J. G. Körner, M. Krämer, D. Pirjol. Heavy baryons, Progress in Particle and Nuclear Physics, 1994, v. C46, p. 787—868, doi:10.1016/0146-6410(94)90053-1
- M. A. Ivanov, J. G. Körner, P. Santorelli. Exclusive semileptonic and nonleptonic decays of the Bc meson, Physical Review, 2006, v. D73, No. 5, 054024, doi:10.1103/PhysRevD.73.054024
- A. Czarnecki, J. G. Körner, J. H. Piclum. Helicity fractions of W bosons from top quark decays at NNLO in QCD, Physical Review, 2010, v. D81, No. 11, 111503, doi:10.1103/PhysRevD.81.111503